# Nasta Palajanka
Nasta Palajanka (en rus: Наста Палажанка) és una activista en el moviment opositor juvenil de Belarús, a què s'uní als catorze anys. El 2011 era la vicepresidenta del Malady Front (Front Jove), una ONG a Belarús. Ha defensat la llibertat i els drets humans a Belarús malgrat les amenaces, l'assetjament i l'empresonament.
Va rebre el Premi Internacional Dona Coratge el 2011. Tanmateix, no va poder anar a la cerimònia.
El setembre de 2011 estava compromesa amb un altre activista del Front Jove, Zmitser Dashkevitx. Els dos es van casar quan Palajanka el va visitar a la presó de Hrodna el 26 de desembre de 2012. Dashkevitx fou alliberat l'agost de 2013.